# Pantherbach
Der Pantherbach ist ein fast 900 Meter langer rechter Nebenfluss des Liebochbaches in der Steiermark. Er entspringt südlich des Kirchweilers Sankt Pankrazen in der Gemeinde Gratwein-Straßengel und mündet in Stiwoll, an der L350, in den Liebochbach.